# Strophosoma capitatum
Strophosoma capitatum är en skalbaggsart som först beskrevs av De Geer 1775.  Strophosoma capitatum ingår i släktet Strophosoma, och familjen vivlar. Arten är reproducerande i Sverige.

## Bildgalleri

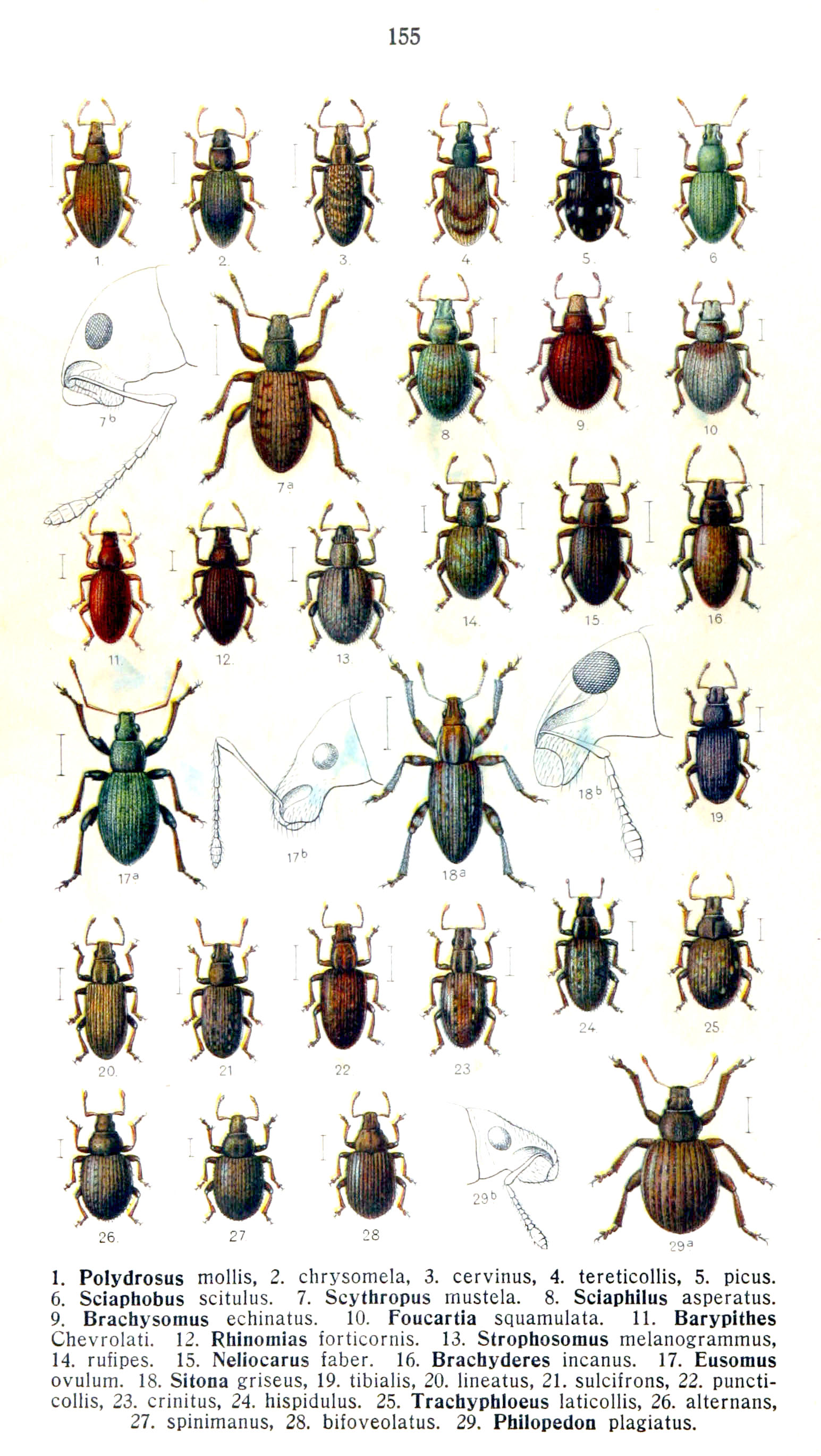
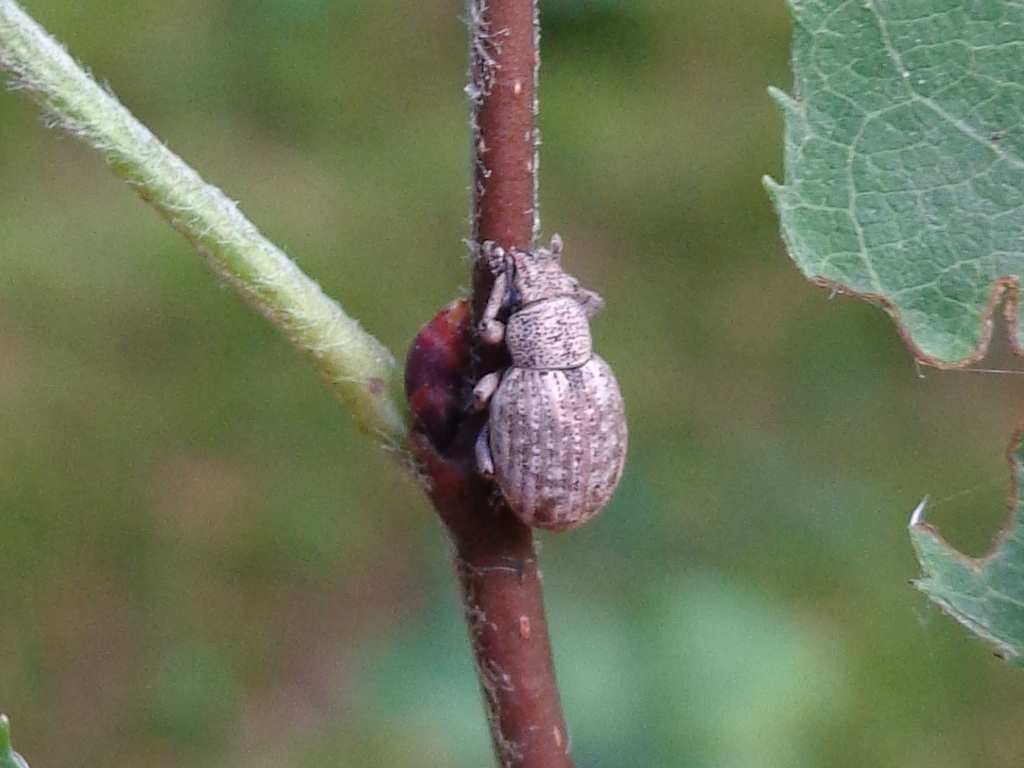